# 32纳米制程
32纳米制程是半导体制造制程的一个水平。自2010年开始，英特尔和AMD开始制造32纳米的芯片产品。
32纳米的后继制程是22纳米。

## 具有32纳米制程的产品
- 英特尔Westmere、Sandy Bridge處理器。